# Saint-Clair-sur-Galaure
Saint-Clair-sur-Galaure és un municipi francès situat al departament de la Isèra i a la regió d'Alvèrnia-Roine-Alps. L'any 2007 tenia 254 habitants.

## Demografia

### Població
El 2007 la població de fet de Saint-Clair-sur-Galaure era de 254 persones. Hi havia 96 famílies de les quals 28 eren unipersonals (16 homes vivint sols i 12 dones vivint soles), 36 parelles sense fills i 32 parelles amb fills.
La població ha evolucionat segons el següent gràfic:
Habitants censats

### Habitatges
El 2007 hi havia 127 habitatges, 105 eren l'habitatge principal de la família, 17 eren segones residències i 5 estaven desocupats. 122 eren cases i 5 eren apartaments. Dels 105 habitatges principals, 85 estaven ocupats pels seus propietaris, 15 estaven llogats i ocupats pels llogaters i 5 estaven cedits a títol gratuït; 1 tenia dues cambres, 9 en tenien tres, 39 en tenien quatre i 56 en tenien cinc o més. 89 habitatges disposaven pel capbaix d'una plaça de pàrquing. A 49 habitatges hi havia un automòbil i a 50 n'hi havia dos o més.

### Piràmide de població
La piràmide de població per edats i sexe el 2009 era:
| Homes | Edats   | Dones |
| ----- | ------- | ----- |
| 0     | 95 o +  | 0     |
| 0     | 90 a 94 | 4     |
| 0     | 85 a 89 | 0     |
| 0     | 80 a 84 | 0     |
| 8     | 75 a 79 | 12    |
| 20    | 70 a 74 | 12    |
| 4     | 65 a 69 | 12    |
| 4     | 60 a 64 | 0     |
| 4     | 55 a 59 | 4     |
| 20    | 50 a 54 | 20    |
| 12    | 45 a 49 | 4     |
| 8     | 40 a 44 | 4     |
| 8     | 35 a 39 | 12    |
| 8     | 30 a 34 | 4     |
| 0     | 25 a 29 | 0     |
| 8     | 20 a 24 | 0     |
| 4     | 15 a 19 | 16    |
| 0     | 10 a 14 | 8     |
| 0     | 5 a 9   | 4     |
| 8     | 0 a 4   | 8     |

## Economia
El 2007 la població en edat de treballar era de 155 persones, 115 eren actives i 40 eren inactives. De les 115 persones actives 96 estaven ocupades (50 homes i 46 dones) i 19 estaven aturades (5 homes i 14 dones). De les 40 persones inactives 16 estaven jubilades, 10 estaven estudiant i 14 estaven classificades com a «altres inactius».

### Ingressos
El 2009 a Saint-Clair-sur-Galaure hi havia 111 unitats fiscals que integraven 263 persones, la mediana anual d'ingressos fiscals per persona era de 14.281 €.

### Activitats econòmiques
Dels 12 establiments que hi havia el 2007, 2 eren d'empreses de fabricació d'altres productes industrials, 1 d'una empresa de construcció, 3 d'empreses de comerç i reparació d'automòbils, 1 d'una empresa de transport, 1 d'una empresa d'informació i comunicació, 1 d'una empresa immobiliària, 1 d'una empresa de serveis, 1 d'una entitat de l'administració pública i 1 d'una empresa classificada com a «altres activitats de serveis».
Dels 3 establiments de servei als particulars que hi havia el 2009, 1 era un establiment de lloguer de cotxes, 1 guixaire pintor i 1 agència immobiliària.
L'únic establiment comercial que hi havia el 2009 era una llibreria.
L'any 2000 a Saint-Clair-sur-Galaure hi havia 7 explotacions agrícoles.

## Equipaments sanitaris i escolars
El 2009 hi havia una escola elemental.

## Poblacions més properes
El següent diagrama mostra les poblacions més properes.